# Vojka nad Dunajom
Vojka nad Dunajom és un poble i municipi d'Eslovàquia que es troba a la regió de Trnava, a l'oest del país.

## Història
La primera menció escrita de la vila es remunta al 1186.

## Demografia
| Godina             | 1994 | 2004    | 2014   | 2024   |
| ------------------ | ---- | ------- | ------ | ------ |
| Nombre de persones | 471  | 421     | 453    | 446    |
| Diferència         |      | −10,61% | +7,60% | −1,54% |

| Godina             | 2023 | 2024   |
| ------------------ | ---- | ------ |
| Nombre de persones | 441  | 446    |
| Diferència         |      | +1,13% |